# Tomigerus gibberulus
Tomigerus gibberulus fue una especie de molusco gasterópodo de la familia Bulimulidae en el orden de los Stylommatophora.

## Distribución geográfica
Fue  endémica de Brasil.